# Єгор'євка (Курманаєвський район)
Єго́р'євка (рос. Егорьевка) — село у складі Курманаєвського району Оренбурзької області, Росія.

## Населення
Населення — 167 осіб (2010; 225 у 2002).
Національний склад (станом на 2002 рік):
- росіяни — 56 %
- чуваші — 34 %